# PlayWay
PlayWay S.A. est un éditeur et développeur de jeux vidéo polonais fondé en 2011,,,.

## Présentation
PlayWay est une des plus grosses sociétés de jeux vidéo en Pologne, voire en Europe,. PlayWay se spécialise dans les simulateurs de vie majoritairement à la première personne. Si le nom PlayWay est peu connu du grand public, certains de leurs jeux le sont en revanche bien.

## Jeux édités et développés
- Old Village Simulator 1962 (2012)
- Ride 'em Low (2012)
- Professional Farmer 2014 (2013)
- Diner Mania (2014)
- Helicopter Simulator 2014 : Search and Rescue (2014)
- Mécanique & Tuning Simulator 2014 (2014)
- Helicopter 2015 : Natural Disasters (2015)
- Professional Lumberjack 2015 (2015)
- Car Mechanic Simulator 2015 (2015)
  - Car Mechanic Simulator 2015: Gold Edition (2015, compilation)
  - Car Mechanic Simulator 2015: Platinum Edition (2017, compilation)
  - Car Mechanic Simulator 2015: Youngtimer (2015, DLC)
  - Car Mechanic Simulator 2015: Visual Tuning (2015, DLC)
  - Car Mechanic Simulator 2015: Trader Pack (2015, DLC)
  - Car Mechanic Simulator 2015: PickUp & SUV (2015, DLC)
  - Car Mechanic Simulator 2015: Mercedes-Benz (2016, DLC)
  - Car Mechanic Simulator 2015: Performance (2016, DLC)
  - Car Mechanic Simulator 2015: Maserati (2016, DLC)
  - Car Mechanic Simulator 2015: DeLorean (2016, DLC)
  - Car Mechanic Simulator 2015: Bentley (2016, DLC)
  - Car Mechanic Simulator 2015: Total Modifications (2017, DLC)
  - Car Mechanic Simulator 2015: Car Stripping (2017, DLC)
- Farm Mechanic Simulator 2015 (2015)
- Truck Mechanic Simulator 2015 (2015)
- Chronicle Keepers: The Dreaming Garden (2015)
- Construction Machines Simulator 2016 (2015)
- Car Mechanic Manager (2016)
- The Way (en) (2016)
- Phantaruk (2016)
- Farm Expert 2017 (2016)
  - Farm Expert 2017: Hard Terrain (2017, DLC)
- Giant Machines 2017 (2016)
- Ships 2017 (2016)
- Robot Squad Simulator 2017 (2016)
- Avenger Bird (2017)
- 911 Operator (2017)
  - 911 Operator: Special Resources (2017, DLC)
  - 911 Operator: First Response (2017, DLC)
  - 911 Operator: Every Life Matters (2017, DLC)
- Bad Dream: Coma (2017)
- Train Mechanic Simulator 2017 (2017)
- Slice, Dice & Rice (2017)
- Farm Expert 2018 Mobile (2017)
- Car Mechanic Simulator 2018 (2017)
  - Car Mechanic Simulator 2018: Silver Pack (2017, compilation)
  - Car Mechanic Simulator 2018: DLC Gold Pack (2018, compilation)
  - Car Mechanic Simulator 2018: Platinum Edition 10 DLC (2018, compilation)
  - Car Mechanic Simulator 2018: DLC Mega Pack (2019, compilation)
  - Car Mechanic Simulator 2018: Garage Customization (2018, DLC)
  - Car Mechanic Simulator 2018: Dodge (2017, DLC)
  - Car Mechanic Simulator 2018: Mazda (2017, DLC)
  - Car Mechanic Simulator 2018: Jeep (2017, DLC)
  - Car Mechanic Simulator 2018: Tuning (2017, DLC)
  - Car Mechanic Simulator 2018: Plymouth (2017, DLC)
  - Car Mechanic Simulator 2018: Bentley (2018, DLC)
  - Car Mechanic Simulator 2018: Lotus (2018, DLC)
  - Car Mechanic Simulator 2018: Pagani (2018, DLC)
  - Car Mechanic Simulator 2018: Ford (2018, DLC)
  - Car Mechanic Simulator 2018: RAM (2018, DLC)
  - Car Mechanic Simulator 2018: Porsche (2018, DLC)
  - Car Mechanic Simulator 2018: Dodge Modern (2018, DLC)
  - Car Mechanic Simulator 2018: Maserati (2019, DLC)
  - Car Mechanic Simulator 2018: Rims (2019, DLC)
  - Car Mechanic Simulator 2018: Mercedes-Benz (2020, DLC)
  - Car Mechanic Simulator 2018: Chrysler (2020, DLC)
- Project Remedium (2017)
- Bouncy Bob (2017)
- Ultimate Fishing Simulator (2017)
  - Ultimate Fishing Simulator: Moraine Lake (2018, DLC)
  - Ultimate Fishing Simulator: Kariba Dam (2019, DLC)
- Hotel Dracula (2017)
- RMX Real Motocross (2018)
- Motorcycle Mechanic Simulator (2018)
- Demolish & Build 2018 (2018)
- Farm Manager 2018 (2018)
  - Farm Manager 2018: Brewing & Winemaking (2019, DLC)
- House Flipper (2018)
  - House Flipper: Apocalypse Flipper (2018, DLC)
  - House Flipper: Garden Flipper (2019, DLC)
  - House Flipper: HGTV (2020, DLC)
  - House Flipper: Cyberpunk Flipper (2020, DLC)
  - House Flipper: Luxury Flipper (2021, DLC)
- 303 Squadron: Battle of Britain (2018)
- Lust for Darkness (2018)
- ESport Manager (2018)
- Professor Madhouse (2018)
- Car Demolition Clicker (2018)
- Ultimate Powertris (2018)
- Chicken Rider (2018)
- Bus Fix 2019 (2018)
- Prodigy Tactics (en) (2018)
- Thief Simulator (2018)
- Bad Dream: Fever (2018)
- Escape Doodland (2018)
- Treasure Hunter Simulator (2018)
- Plane Mechanic Simulator (2019)
- UBOAT (en) (2019)
- Diesel Brothers: Truck Building Simulator (2019)
  - Diesel Brothers: Truck Building Simulator - Custom Tuning Parts (2019, DLC)
- Cooking Simulator (2019)
  - Cooking Simulator: Cooking with Food Network (2019, DLC)
- Radio Commander (2019)
- The Beast Inside (2019)
- Thief Simulator VR (2019)
- Deadliest Catch: The Game (2019)
- CTA: Counter Terrorist Agency (2019)
- Rover Mechanic Simulator (2020)
- Tank Mechanic Simulator (2020)
- Builders of Egypt: Prologue (2020)
- Drug Dealer Simulator (2020)
- Train Station Renovation (2020)
- BE-A Walker: Battle for Eldorado (2020)
- Electro Ride (2020)
- Barn Finders (2020)
- Paws and Soul (2020)
- Destropolis (2020)
- Transport Inc. (2020)
- Plastic Rebellion (2020)
- Car Trader Simulator (2020)
- Dieselpunk Wars (2020)
- Schizm III: Nemezis (2021)
- Car Mechanic Simulator 2021 (2021)
  - Car Mechanic Simulator 2021: Electric Cars (2021, DLC)
  - Car Mechanic Simulator 2021: Nissan (2021, DLC)
- Contraband Police (2023)[5]